# Stadion Střelnice
Stadion Střelnice (Nederlands: Stadion Schietbaan) is een voetbalstadion in de Tsjechische stad Jablonec nad Nisou. Het stadion is de thuishaven van Fortuna-ligaclub FK Jablonec. Van 2007 tot 2014 was de naam van het stadion vanwege sponsoring Chance Arena. In verband met het Europees kampioenschap voetbal mannen onder 19 - 2008 in Tsjechië werden drie wedstrijden in de groepsfase afgewerkt in het stadion.

## Interlands
Het Tsjecho-Slowaaks voetbalelftal en het Tsjechisch voetbalelftal speelden tot op heden minimaal twee interlands in Stadion Střelnice.
| 1 | 30 mei 2006   | Tsjechië – Costa Rica | 1 – 0 | Vriendschappelijk |
| 2 | 25 maart 2009 | Tsjechië – Malta      | 1 – 0 | Vriendschappelijk |